# Glenea pseudolaudata
Glenea pseudolaudata là một loài bọ cánh cứng trong họ Cerambycidae.